# Hannah Valantine
Pour les articles homonymes, voir Valantine.
Hannah Valantine (née en 1951) est une cardiologue américano-gambienne, directrice de la diversité de la main-d'œuvre scientifique aux National Institutes of Health des États-Unis.

## Biographie

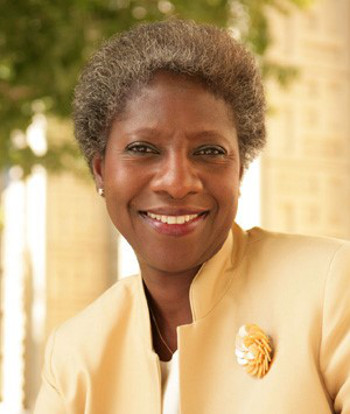
Hannah Valantine en 2014.

Valantine est née en Gambie et vit à Banjul lorsqu'elle est enfant. Lorsque son père est choisi comme haut-commissaire de la Gambie au Royaume-Uni (en), elle et sa famille déménagent à Londres. Elle étudie la biochimie au Chelsea College de l'université de Londres et est diplômée de la faculté de médecine de la St. George's Hospital Medical School en 1978.

## Carrière
Après ses études de médecine, Valantine effectue des travaux de troisième cycle en cardiologie à l'hôpital Brompton (en) et à l'hôpital Hammersmith de Londres. Elle rappelle que sa décision de se lancer dans ce domaine a suscité le scepticisme de ses collègues, car seules deux autres femmes cardiologues travaillaient au Royaume-Uni à l'époque. Après ses résidences au Royaume-Uni, elle devient membre de Stanford et travaille avec Norman Shumway, un pionnier dans le domaine des transplantations cardiaques. Elle devient professeure de médecine cardiovasculaire à la faculté de médecine de l'Université de Stanford en 1989 et atteint le rang de professeur titulaire en 2001.
Valantine est devenue doyenne associée principale du SUMC pour la diversité et le développement du corps professoral en 2005. En assumant ce rôle, elle cite l'importance du mentorat et de l'engagement social dans le développement de la carrière des jeunes professeurs  et souligne son expérience de mère qui travaille pour façonner ses conseils aux jeunes scientifiques. Au cours de l'année universitaire 2009-2010, Valantine est chercheuse universitaire au Clayman Institute for Gender Research de Stanford. Elle est sélectionnée en 2010 comme l'une des six récipiendaires des NIH Pathfinder Awards, destinés à l'étude de la sous-représentation des femmes dans les postes de professeurs de biomédecine aux États-Unis.
Valantine décrit sa quête de l'innovation comme le fondement de sa carrière professionnelle - l'innovation dans le domaine de la transplantation cardiaque et l'innovation dans les efforts visant à diversifier la main-d'œuvre en recherche biomédicale.

## Direction des NIH
En 2014, le directeur du NIH, Francis S. Collins, annonce la nomination de Valantine au poste de premier directeur de la diversité de la main-d'œuvre scientifique du NIH, un nouveau poste dont l'objectif principal est la diversité en biomédecine. Parmi ses réalisations à ce poste, figure l'attribution en 2014 de près de 31 millions de dollars pour développer des méthodes de sensibilisation et de développement de carrière destinées aux membres de groupes démographiques sous-représentés parmi les scientifiques professionnels.
Sous la direction de Valantine, l'écart racial dans les taux de candidatures et de récompenses du NIH pour les projets dirigés par des chercheurs afro-américains est pratiquement, et dans certains cas entièrement, éliminé, avec des augmentations allant jusqu'à 142 % dans certains domaines de récompense. Des tendances similaires sont apparentes chez les scientifiques hispaniques/latinos. Valantine a également développé le NIH Distinguished Scholars Program, qui vise à accroître la diversité parmi les chercheurs titulaires dans les programmes de recherche intra-muros. Ce programme réduit les obstacles au recrutement de cohortes de chercheurs principaux issus de groupes sous-représentés dans la recherche biomédicale, tels que les personnes de couleur, les personnes handicapées et les femmes.
Valantine dirige également le laboratoire de génomique des transplantations du National Heart, Lung, and Blood Institute (en) de Bethesda, dans le Maryland, qui se concentre sur le rejet des transplantations cardiaques. Elle a également fondé la Genomic Research Alliance for Transplantation.

## Distinctions
Valantine a reçu en 2010 un Pathfinder Award to Promote Diversity in the Scientific Workforce de la part des NIH.
En 2020, elle a été élue à l'Académie nationale de médecine pour ses recherches pionnières dans le domaine de la transplantation d'organes et de la diversité de la main-d'œuvre.